# Anomius lekefensis
Anomius lekefensis är en skalbaggsart som beskrevs av Baraud 1981. Anomius lekefensis ingår i släktet Anomius och familjen Aphodiidae. Inga underarter finns listade i Catalogue of Life.